# Liste der Bodendenkmale in Bassum
In der Liste der Bodendenkmale in Bassum  sind die Bodendenkmale der niedersächsischen Gemeinde Bassum aufgeführt. Die Quelle ist der Denkmalatlas Niedersachsen.
- Bitte beachten Sie, dass diese Liste keinen Anspruch auf Vollständigkeit erhebt.
- Die Angaben ersetzen nicht die rechtsverbindliche Auskunft der zuständigen Denkmalschutzbehörde.
- Es sind nur Daten aus dem Denkmalatlas verarbeitet.
- Der Stand der Liste ist der 28. Mai 2025.

Bassum im Landkreis Diepholz

## Allgemein
In den Spalten finden sich folgende Informationen des Bodendenkmales:
| Lage         | geographische Koordinaten                                                           |
| Bezeichnung  | Bezeichnung lt. Denkmalatlas                                                        |
| Beschreibung | Beschreibung lt. Denkmalatlas                                                       |
| ID           | Objekt-ID                                                                           |
| Bild         | Bild, ggf. zusätzlich mit Link zu weiteren Fotos im Medienarchiv Wikimedia Commons. |

## Albringhausen
| Lage                        | Bezeichnung                | Beschreibung | ID       | Bild |
| --------------------------- | -------------------------- | --- | -------- | ---- |
| 52° 48′ 52″ N, 8° 46′ 50″ O | Albringhausen 2, Umwallung | Verschliffene, unregelmäßig trapezförmige Wallanlage, von teilweise verfüllten Materialgraben umgeben. Die Anlage misst 69 × 49 m. Der Wall hat eine Basisbreite von 2–8 bei bis zu 0,5 m Höhe. Aufgrund der unregelmäßigen Form und dem wenig geraden Verlauf der Wallgräben, ist die Anlage in Mittelalter und Frühneuzeit zu datieren. Die Lage auf einer flachen Kuppe und die wenig breiten Gräben zeigen, daß es sich nicht um eine Wehranlage, sondern um eine land- und/oder forstwirtschaftliche Anlage handelt. | 49275751 | BW   |

## Bassum
| Lage                        | Bezeichnung          | Beschreibung | ID       | Bild |
| --------------------------- | -------------------- | --- | -------- | ---- |
| 52° 52′ 16″ N, 8° 43′ 35″ O | Bassum 55, Grabhügel | Durchmesser ca. 14 m und Höhe ca. 0,6 m. Im Südosten abgegraben beim Bau einer Baracke.                                                                                              | 39314003 | BW   |
| 52° 51′ 17″ N, 8° 40′ 32″ O | Bassum 56, Grabhügel | Durchmesser ca. 22 m und Höhe ca. 0,8 m. Südfuß von Stubbenwall tangiert, eine von W nach O über die Kuppe führende Fahrspur.                                                        | 39314006 | BW   |
| 52° 51′ 17″ N, 8° 40′ 29″ O | Bassum 57, Grabhügel | Durchmesser ca. 14 m und Höhe ca. 0,7 m. Fahrspur tangiert Nordfuß, ansonsten ungestört erhalten.                                                                                    | 39314009 | BW   |
| 52° 52′ 14″ N, 8° 44′ 2″ O  | Bassum 73, Grabhügel | Durchmesser ca. 20 m und Höhe ca. 0,7 m. Mittig in der Kuppe ein aus Backsteinen gemauerter künstlicher Fuchsbau. Eine schwere Beschädigung der Grabkammer ist daher vorauszusetzen. | 39342728 | BW   |

### Bassum 1
- ID: 35589169
- Grabhügelfeld der Bronzezeit und der Vorrömischen Eisenzeit mit 29 teilweise stark einplanierten Grabhügeln in zwei benachbarten Gruppen, davon einer fraglich bzw. sehr stark einplaniert. Zwei sind seit Waldarbeiten 1976 nicht mehr erkennbar.

| Lage                        | Bezeichnung | Beschreibung | ID       | Bild |
| --------------------------- | ----------- | --- | -------- | ---- |
| 52° 51′ 26″ N, 8° 40′ 23″ O | Bassum 1    | Durchmesser ca. 17 m und Höhe ca. 0,6 m. Gut erhalten. Südliches bis südöstliches Viertel für Waldweg abgetragen.                                                               | 35589189 | BW   |
| 52° 51′ 26″ N, 8° 40′ 24″ O | Bassum 2    | Durchmesser ca. 8 m und Höhe ca. 0,4 m. | 35589203 | BW   |
| 52° 51′ 27″ N, 8° 40′ 23″ O | Bassum 3    | Durchmesser ca. 10 m und Höhe ca. 0,1 m. Nur noch Kranz der Hangansätze. | 35589217 | BW   |
| 52° 51′ 25″ N, 8° 40′ 23″ O | Bassum 4    | Durchmesser ca. 16 m und Höhe ca. 0,6 m. Nördliches Drittel teilweise abgegraben für Anlage eines Grenzwalles.                                                                  | 35589232 | BW   |
| 52° 51′ 25″ N, 8° 40′ 24″ O | Bassum 6    | Durchmesser ca. 13 m und Höhe ca. 0,6 m. Gut erhalten. | 35589260 | BW   |
| 52° 51′ 25″ N, 8° 40′ 24″ O | Bassum 7    | Durchmesser ca. 17 m und Höhe ca. 0,5 m. Südliches Drittel existiert noch und von W nach O von Grenzwall überquert. Nördlicher Bereich für W-O verlaufenden Waldweg eingeebnet. | 35589274 | BW   |
| 52° 51′ 24″ N, 8° 40′ 24″ O | Bassum 8    | Durchmesser ca. 12 m und Höhe ca. 0,3 m. Alter Entwässerungsgraben läuft östlich und südlich herum.                                                                             | 35589288 | BW   |
| 52° 51′ 24″ N, 8° 40′ 25″ O | Bassum 9    | Durchmesser ca. 11 m und Höhe ca. 0,5 m. Mittig von alten Entwässerungsgraben durchschnitten.                                                                                   | 35589302 | BW   |
| 52° 51′ 24″ N, 8° 40′ 26″ O | Bassum 10   | Durchmesser ca. 10 m und Höhe ca. 0,5 m. | 35589316 | BW   |
| 52° 51′ 24″ N, 8° 40′ 25″ O | Bassum 11   | Durchmesser ca. 10 m und Höhe ca. 0,6 m. | 35589330 | BW   |
| 52° 51′ 23″ N, 8° 40′ 25″ O | Bassum 12   | Durchmesser ca. 6 m und Höhe ca. 0,3 m. Stark beschädigter Rest. Östliche Hälfte für Waldweg abgetragen.                                                                        | 35583314 | BW   |
| 52° 51′ 23″ N, 8° 40′ 24″ O | Bassum 13   | Durchmesser ca. 10 m und Höhe ca. 0,5 m. | 35583328 | BW   |
| 52° 51′ 22″ N, 8° 40′ 33″ O | Bassum 15   | Durchmesser ca. 15 m und Höhe ca. 0,7 m. Kopfloch (Dm. 4,6 m, tief 0,2 m). | 35583357 | BW   |
| 52° 51′ 21″ N, 8° 40′ 34″ O | Bassum 16   | Größe ca. 17 × 15 m und Höhe ca. 0,8 m. Oval. In der Kuppe ein Kopfstich Dm. 3 m, 0,2 m tief.                                                                                   | 35583371 | BW   |
| 52° 51′ 21″ N, 8° 40′ 35″ O | Bassum 17   | Restdurchmesser ca. 7 m und Höhe ca. 0,4 m. Ergebnis einer Raubgrabung. | 35583385 | BW   |
| 52° 51′ 21″ N, 8° 40′ 35″ O | Bassum 18   | Restdurchmesser ca. 13 m und Höhe ca. 0,2 m. Besteht aus dem östlichen Halbkreis des Randwalls. Durch ehemaliges Zentrum eine Wegespur.                                         | 35583399 | BW   |
| 52° 51′ 20″ N, 8° 40′ 35″ O | Bassum 19   | Durchmesser ca. 12 m und Höhe ca. 0,6 m. In der Kuppe ein stark verflachter Kopfstich.                                                                                          | 35583413 | BW   |
| 52° 51′ 20″ N, 8° 40′ 34″ O | Bassum 20   | Durchmesser ca. 16 m und Höhe ca. 0,8 m. | 35583427 | BW   |
| 52° 51′ 21″ N, 8° 40′ 33″ O | Bassum 21   | Durchmesser ca. 11 m und Höhe ca. 0,4 m. Westlicher Hügelfuß durch Wegespur eingeebnet.                                                                                         | 35583441 | BW   |
| 52° 51′ 21″ N, 8° 40′ 33″ O | Bassum 22   | Durchmesser ca. 10 m und Höhe ca. 0,4 m. Westseite für Wegespur abgetragen, durch Fuchsbauten gestört.                                                                          | 35583455 | BW   |
| 52° 51′ 19″ N, 8° 40′ 35″ O | Bassum 23   | Durchmesser ca. 10 m und Höhe ca. 0,4 m. | 35583469 | BW   |
| 52° 51′ 20″ N, 8° 40′ 30″ O | Bassum 24   | Durchmesser ca. 10 m und Höhe ca. 0,3 m. Von W nach O Fahrspur, weitere Fahrspur im Südwesten.                                                                                  | 35583483 | BW   |
| 52° 51′ 21″ N, 8° 40′ 29″ O | Bassum 25   | Durchmesser ca. 26 m und Höhe ca. 1,3 m. Von W nach O von Stubbenwall und südlich entlangführenden Fahrspur überquert bzw. überlagert.                                          | 35583497 | BW   |
| 52° 51′ 20″ N, 8° 40′ 31″ O | Bassum 27   | Durchmesser ca. 9 m und Höhe ca. 0,2 m. | 35583525 | BW   |
| 52° 51′ 20″ N, 8° 40′ 31″ O | Bassum 26   | Durchmesser ca. 7 – 9 m und Höhe ca. 0,2 – 0,3 m. | 35583511 | BW   |
| 52° 51′ 25″ N, 8° 40′ 26″ O | Bassum 61   | Durchmesser ca. 9 m und Höhe ca. 0,3 m. Wird mittig von W nach O von Grenzwall überquert, nördliche Hälfte für Waldweg teilweise abgetragen und eingeebnet.                     | 39314018 | BW   |

### Bassum 30
- ID: 35583575
- Grabhügelfeld aus sieben Grabhügeln der Bronzezeit/Älteren Eisenzeit zwischen denen die Reste des 1941 erbauten Ausweichkrankenhauses Bassum (abgegangene Holzbaracken auf betonierten Grundplatten) sind.

| Lage                        | Bezeichnung | Beschreibung | ID       | Bild |
| --------------------------- | ----------- | --- | -------- | ---- |
| 52° 52′ 14″ N, 8° 43′ 25″ O | Bassum 30   | Durchmesser ca. 20 m und Höhe ca. 0,9 m. | 35583596 | BW   |
| 52° 52′ 15″ N, 8° 43′ 24″ O | Bassum 31   | Durchmesser ca. 17 m und Höhe ca. 0,8 m. Nordfuß teilweise abgetragen, sekundär Erde angeschüttet, die teilweise mit einem Grenzwall in Verbindung steht. | 35583610 | BW   |
| 52° 52′ 14″ N, 8° 43′ 21″ O | Bassum 32   | Größe ca. 16 × 20 m und Höhe ca. 0,7 m. | 35583624 | BW   |
| 52° 52′ 14″ N, 8° 43′ 20″ O | Bassum 33   | Restdurchmesser ca. 13 m und Höhe ca. 0,4 m. Existiert nur noch zu ca. einem Sechstel.                                                                    | 35583640 | BW   |
| 52° 52′ 14″ N, 8° 43′ 23″ O | Bassum 34   | Durchmesser ca. 11 m und Höhe ca. 0,4 m. | 35583654 | BW   |
| 52° 52′ 16″ N, 8° 43′ 25″ O | Bassum 101  | Durchmesser ca. 14 m und Höhe ca. 0,8 m. Am Ost- und Südostfuß bei Bauarbeiten Material abgelagert, im Südosten bis auf die Kuppe hinauf.                 | 44950111 | BW   |

## Groß Ringmar
| Lage                        | Bezeichnung                | Beschreibung | ID       | Bild |
| --------------------------- | -------------------------- | --- | -------- | ---- |
| 52° 49′ 52″ N, 8° 39′ 33″ O | Groß Ringmar 15, Wölbacker | Mittelalterlicher Wölbacker mit gut erhaltenen 22 Ackerbeeten die von Nordosten nach Südwesten geschwungen sind und unterschiedlich breit sind. Das Feld misst 243 × 389 m. Das Waldgebiet ist in 12 Streifenfluren eingeteilt, die den Ackerbeeten folgen, im Südosten gehörte ursprünglich noch eine weitere, heute gerodete und eingeebnete Streifenflur dazu. | 39314115 | BW   |

## Hollwedel
| Lage                        | Bezeichnung             | Beschreibung | ID       | Bild |
| --------------------------- | ----------------------- | --- | -------- | ---- |
| 52° 54′ 20″ N, 8° 41′ 20″ O | Hollwedel 1, Grabhügel  | Durchmesser ca. 16 m und Höhe ca. 1 m. Im Nordwesten tw. angegraben. | 35581644 | BW   |
| 52° 53′ 39″ N, 8° 39′ 29″ O | Hollwedel 15, Umwallung | Trapezförmige Wallanlage mit vorgelagertem Materialgraben an der West- und Südseite. Umfang 116 m. Basisbreite des Walls 5 m bei einer Höhe von 0,1 – 0,3 m. Grabenbreite 1 – 4 m bei einer Tiefe von 0,1 – 0,3 m. Aufgrund der nicht exakt geraden Wallführung und diverser Erosionsspuren datiert die Wallanlage in Mittelalter und/oder Frühe Neuzeit. | 49278754 | BW   |
| 52° 52′ 59″ N, 8° 39′ 23″ O | Hollwedel 16, Umwallung | Quadratische Wallanlage von 12 m Seitenlänge, Öffnungen in der West- und Südseite, rundherum eine leichte Grabenspur. Der Wall hat eine Basisbreite von 3 – 4 m, bei einer Höhe von 0,3 m. Der Graben hat eine Breite von 2 – 3 m bei einer Tiefe von 0,1 m. Aufgrund von Erosionsspuren datiert die Anlage in Mittelalter und/oder Frühe Neuzeit. Das Fehlen eines ausgeprägten Grabens macht die Wallanlage zu einer landwirtschaftlichen oder forstwirtschaftlichen Anlage. | 49278846 | BW   |

## Nordwohlde
| Lage                        | Bezeichnung                | Beschreibung | ID       | Bild |
| --------------------------- | -------------------------- | --- | -------- | ---- |
| 52° 55′ 10″ N, 8° 42′ 0″ O  | Nordwohlde 1, Grabhügel    | Durchmesser ca. 15 m und Höhe ca. 1 m. | 35588978 | BW   |
| 52° 55′ 4″ N, 8° 42′ 18″ O  | Nordwohlde 18, Grabhügel   | Durchmesser ca. 14 m und Höhe ca. 1 m. | 35582502 | BW   |
| 52° 54′ 49″ N, 8° 43′ 52″ O | Nordwohlde 57, Grabhügel   | Durchmesser ca. 13 m und Höhe ca. 0,6 m. Nordwestliches Viertel abgegraben, östlicher Hangfuß von Weg beeinträchtigt. | 35582822 | BW   |
| 52° 54′ 51″ N, 8° 43′ 53″ O | Nordwohlde 58, Grabhügel   | Durchmesser ca. 17 m und Höhe ca. 1 m. Nördliches Drittel durch 14 m langen, 4 m breiten und 0,6 m tiefen Hohlweg getrennt. | 35582838 | BW   |
| 52° 55′ 16″ N, 8° 42′ 29″ O | Nordwohlde 65, Grabhügel   | Durchmesser ca. 15 m und Höhe ca. 1 m. In die Bronzezeit/Ältere Eisenzeit datiert. | 35582881 | BW   |
| 52° 55′ 17″ N, 8° 42′ 30″ O | Nordwohlde 66, Grabhügel   | Durchmesser ca. 20 m und Höhe ca. 1,4 m. Auf dem höchsten Punkt der Kuppe ein stark erodiertes Kopfloch, an der südwestlichen Flanke eine größere Abgrabung. | 35582895 | BW   |
| 52° 55′ 14″ N, 8° 42′ 3″ O  | Nordwohlde 67, Grabhügel   | Durchmesser ca. 10 m und Höhe ca. 0,7 m. | 35582928 | BW   |
| 52° 55′ 12″ N, 8° 42′ 3″ O  | Nordwohlde 68, Grabhügel   | Durchmesser ca. 10 m und Höhe ca. 0,6 m. Fast komplett von Stubbenwall überlagert, ist im Gelände deutlich sichtbar da er nach Südwesten unter dem Wall hervorragt. | 35582936 | BW   |
| 52° 55′ 11″ N, 8° 42′ 3″ O  | Nordwohlde 72, Grabhügel   | Durchmesser ca. 7 m und Höhe ca. 0,3 m. Im Gelände kaum mehr erkennbar. | 35582969 | BW   |
| 52° 55′ 11″ N, 8° 42′ 0″ O  | Nordwohlde 73, Grabhügel   | Durchmesser ca. 16 m und Höhe ca. 0,4 m. Westliche Hälfte dem Wegebau zum Opfer gefallen. | 35582977 | BW   |
| 52° 55′ 13″ N, 8° 42′ 0″ O  | Nordwohlde 74, Grabhügel   | Durchmesser ca. 8 m und Höhe ca. 0,8 m. Südfuß von Waldweg tangiert. | 35582985 | BW   |
| 52° 55′ 13″ N, 8° 42′ 4″ O  | Nordwohlde 76, Grabhügel   | Durchmesser ca. 10 m und Höhe ca. 0,3 m. | 35583001 | BW   |
| 52° 55′ 12″ N, 8° 42′ 5″ O  | Nordwohlde 77, Grabhügel   | Durchmesser ca. 10 m und Höhe ca. 0,3 m. | 35583009 | BW   |
| 52° 55′ 13″ N, 8° 42′ 4″ O  | Nordwohlde 78, Grabhügel   | Durchmesser ca. 6 m und Höhe ca. 0,2 m. | 35583017 | BW   |
| 52° 55′ 14″ N, 8° 42′ 4″ O  | Nordwohlde 79, Grabhügel   | Größe ca. 10 × 7 m und Höhe ca. 0,3 m. | 35583025 | BW   |
| 52° 55′ 14″ N, 8° 42′ 5″ O  | Nordwohlde 80, Grabhügel   | Durchmesser ca. 7 m und Höhe ca. 0,5 m. Südfuß von Waldweg geschnitten. | 35583033 | BW   |
| 52° 55′ 14″ N, 8° 42′ 6″ O  | Nordwohlde 81, Grabhügel   | Durchmesser ca. 9 m und Höhe ca. 0,3 m. Westhälfte liegt unter Waldweg, Südhang von Waldweg überprägt. Stark beschädigt. | 35583042 | BW   |
| 52° 55′ 16″ N, 8° 42′ 5″ O  | Nordwohlde 83, Grabhügel   | Durchmesser ca. 14 m und Höhe ca. 0,9 m. Über die westliche Hälfte von N nach S ein Waldweg. | 35583058 | BW   |
| 52° 55′ 14″ N, 8° 41′ 59″ O | Nordwohlde 85, Grabhügel   | Durchmesser ca. 7 – 9 m und Höhe ca. 0,7 m. Läßt sich aufgrund von mehreren Abgrabungen nur schwer messen. | 35583074 | BW   |
| 52° 55′ 34″ N, 8° 43′ 36″ O | Nordwohlde 98, Grabhügel   | Durchmesser ca. 11 m und Höhe ca. 0,5 m. | 39313868 | BW   |
| 52° 55′ 35″ N, 8° 43′ 37″ O | Nordwohlde 99, Grabhügel   | Durchmesser ca. 18 m und Höhe ca. 0,8 m. | 39313871 | BW   |
| 52° 55′ 35″ N, 8° 43′ 39″ O | Nordwohlde 100, Grabhügel  | Durchmesser ca. 11 m und Höhe ca. 0,6 m. | 39313874 | BW   |
| 52° 55′ 34″ N, 8° 43′ 39″ O | Nordwohlde 101, Grabhügel  | Durchmesser ca. 11 m und Höhe ca. 0,7 m. | 39313877 | BW   |
| 52° 55′ 32″ N, 8° 43′ 36″ O | Nordwohlde 102, Grabhügel  | Durchmesser ca. 20 m und Höhe ca. 0,9 m. Ostflanke angegraben, auf dere Kuppe ein Meßpunkt, Südfuß von Fahrspur überquert. | 39313880 | BW   |
| 52° 55′ 32″ N, 8° 43′ 38″ O | Nordwohlde 103, Grabhügel  | Durchmesser ca. 23 m und Höhe ca. 1,8 m. Flaches Kopfloch (Dm. 6 m, Tiefe 0,3 m). | 39313883 | BW   |
| 52° 55′ 31″ N, 8° 43′ 40″ O | Nordwohlde 104, Grabhügel  | Durchmesser ca. 20 m und Höhe ca. 1,3 m. Kopfloch (Dm. 4 m, Tiefe 0,2 m). | 39313886 | BW   |
| 52° 55′ 31″ N, 8° 43′ 37″ O | Nordwohlde 105, Grabhügel  | Durchmesser ca. 18 m und Höhe ca. 0,8 m. | 39313889 | BW   |
| 52° 55′ 30″ N, 8° 43′ 37″ O | Nordwohlde 106, Grabhügel  | Durchmesser ca. 22 m und Höhe ca. 1,1 m. In südlicher Hälfte von Fahrspur überquert. | 39313892 | BW   |
| 52° 55′ 29″ N, 8° 43′ 37″ O | Nordwohlde 109, Grabhügel  | Durchmesser ca. 15 m und Höhe ca. 1 m. | 49253546 | BW   |
| 52° 55′ 31″ N, 8° 43′ 41″ O | Nordwohlde 110, Grabhügel  | Durchmesser ca. 13,5 m und Höhe ca. 0,7 m. Wird von W nach O von Fahrspur überquert. | 49253597 | BW   |
| 52° 55′ 30″ N, 8° 43′ 41″ O | Nordwohlde 111, Grabhügel  | Durchmesser ca. 14 m und Höhe ca. 0,7 m. Wird von W nach O von Fahrspur überquert. | 49253696 | BW   |
| 52° 55′ 28″ N, 8° 43′ 38″ O | Nordwohlde 112, Grabhügel  | Durchmesser ca. 17 m und Höhe ca. 1,3 m. | 49253779 | BW   |
| 52° 55′ 3″ N, 8° 42′ 20″ O  | Nordwohlde 115, Grabhügel  | Durchmesser ca. 17 m und Höhe ca. 1,3 m. | 49255997 | BW   |
| 52° 55′ 2″ N, 8° 42′ 21″ O  | Nordwohlde 116, Grabhügel  | Durchmesser ca. 15 m und Höhe ca. 1,1 m. | 49256046 | BW   |
| 52° 53′ 13″ N, 8° 46′ 50″ O | Nordwohlde 117, Grabhügel  | Durchmesser ca. 12 m und Höhe ca. 0,6 m. Unregelmäßige Oberfläche und ein kaum mehr erkennbares Kopfloch. | 49274599 | BW   |
| 52° 53′ 15″ N, 8° 46′ 50″ O | Nordwohlde 118, Grabhügel  | Durchmesser ca. 13 m und Höhe ca. 0,9 m. Unregelmäßige Oberfläche, westlichstes Fünftel abgepflügt. | 49274618 | BW   |
| 52° 54′ 32″ N, 8° 43′ 26″ O | Nordwohlde 120, Grabhügel  | Durchmesser ca. 13,2 m und Höhe ca. 0,8 m. Westlich und östlich mittelalterlich-neuzeitliche Wegespuren. | 49279125 | BW   |
| 52° 55′ 5″ N, 8° 44′ 21″ O  | Nordwohlde 122, Grabhügel  | Durchmesser ca. 13 m und Höhe ca. 0,7 m. Auf einem Geländesporn und stark verschliffen aufgrund von Waldarbeiten. | 49279615 | BW   |
| 52° 55′ 13″ N, 8° 43′ 7″ O  | Nordwohlde 123, Wegespuren | Beidseitig der B 51 führen bis zu 30 Hohlwege von Süden nach Norden. Sie stellen mittelalterliche und neuzeitliche Varianten des Straßenverlaufs dar. - Östliche Fläche: Die Hohlwege östlich der Straße sind stark ausgeprägt und haben sich über eine Länge von 324 m bei einer Breite von insgesamt 77 m erhalten. Es handelt sich um bis zu 20 Spuren die sich gegenseitig schneiden und unterschiedlich stark ausgeprägt sind. Die besterhaltenen sind 5 – 8 m breit und 1 – 2 m tief. - Westliche Fläche: Die über 20 Hohlwege westlich der B 51 sind nicht so stark ausgeprägt. Sie haben sich über 386 m bei einer maximalen Breite von 164 m erhalten. | 49279802 | BW   |
| 52° 53′ 12″ N, 8° 46′ 51″ O | Nordwohlde 125, Grabhügel  | Durchmesser ca. 10 m und Höhe ca. 0,4 m. Nördlicher Hangfuß durch Fahrspur beschädigt. Sehr flach und zeigt Spuren eines alten Kopfloches. | 49312137 | BW   |
| 52° 55′ 13″ N, 8° 42′ 20″ O | Nordwohlde 127, Wegespuren | Westlich parallel zur B 51, lassen sich über 1276 m von Süden nach Norden mit Unterbrechungen verfolgen. Zu ihnen führt ein weiterer Strang von Südosten kommend. Die Datierung von Wegespuren ist generell schwierig. Fest steht nur, daß sie auf die in ihrem Bereich liegenden Grabhügel Rücksicht nehmen, also jünger sind als diese. Damit lassen sie sich grob in Mittelalter und frühe Neuzeit datieren. Die Wegespuren laufen mehr oder weniger parallel zur B 51 und sind als deren Vorgängerstraßen anzusprechen. | 49325865 | BW   |
| 52° 54′ 31″ N, 8° 43′ 25″ O | Nordwohlde 128, Wegespuren | Sowohl parallel zur B51 als auch parallel zur Straße Am Hombach führen. Sie gehören zu einer alten Nord-Süd Verbindung, die in der näheren Umgebung an mehreren Stellen nachweisbar ist. Vor allem an einem von Südosten nach Nordwesten ansteigenden Hang gut erkennbar. Sie verlaufen um einen Grabhügel herum, sind also jünger als dieser. | 49326636 | BW   |
| 52° 57′ 34″ N, 8° 41′ 18″ O | Nordwohlde 129, Wegespuren | Wegespuren die parallel zur Landstraße L 338 verlaufen bzw. sie zwischen Nordwohlde im Süden und Heiligenrode im Norden schneiden. Es handelt sich also um historische Straßentrassen der heutigen Landstraße. - Südliche Fläche: Die Wegespuren sind sichtbar aber nicht besonders gut erhalten bzw. stark ausgeprägt. Teilweise von modernen Wegespuren überprägt. Bis zu fünf Hohlwege sind erkennbar. - Nördliche Fläche: Bis zu vier Hohlwege nördlich der Landstraße. Erhaltung siehe oben. | 49333818 | BW   |
| 52° 53′ 29″ N, 8° 46′ 19″ O | Nordwohlde 132, Umwallung  | Zweiteilige Umwallung von insgesamt 30 × 15 m Umfang. Der östliche Bereich ist quadratisch und misst 15 × 15 m, wobei der südliche Wall konvex nach Süden gebogen ist. Der westliche Bereich ist nicht vollständig erhalten und hat wohl ebenfalls 15 × 15 m gemessen. Die Wälle sind im Osten 0,6 m, im Westen nur 0,4 m hoch. Im Bereich der Wallanlage finden sich wenige kopfgroße Feldsteine und ein Vollbackstein, die aber aufgrund ihrer geringen Anzahl nicht als Baumaterial in Frage kommen. | 49747555 | BW   |
| 52° 55′ 11″ N, 8° 44′ 20″ O | Nordwohlde 134, Grabhügel  | Durchmesser ca. 12 m und Höhe ca. 0,5 m. Südöstliche Hälfte für Wegebau komplett abgetragen. | 50659291 | BW   |
| 52° 55′ 11″ N, 8° 44′ 23″ O | Nordwohlde 135, Grabhügel  | Durchmesser ca. 10 m und Höhe ca. 0,3 m. | 50659326 | BW   |

### Nordwohlde 26
- ID: 35582633
- Grabhügelfeld mit 22 größtenteils intakten Grabhügeln, dazu kommt ein nahezu zerstörter sowie sechs vollständig zerstörte. 1938 erfolgte die Neuentdeckung von 20 – 25 größeren und kleineren in einem Fuhrenwald. Zwei bis drei Hügel waren schon damals gestört.

| Lage                        | Bezeichnung   | Beschreibung | ID       | Bild |
| --------------------------- | ------------- | --- | -------- | ---- |
| 52° 55′ 14″ N, 8° 43′ 24″ O | Nordwohlde 26 | Durchmesser ca. 17 m und Höhe ca. 1 m. Südöstlicher Fuß von wohl historische Wegespur geschnitten.                                                               | 35582653 | BW   |
| 52° 55′ 14″ N, 8° 43′ 23″ O | Nordwohlde 27 | Durchmesser ca. 14 m und Höhe ca. 1,1 m. | 35589013 | BW   |
| 52° 55′ 15″ N, 8° 43′ 24″ O | Nordwohlde 28 | Durchmesser ca. 12 m und Höhe ca. 0,8 m. | 35589021 | BW   |
| 52° 55′ 15″ N, 8° 43′ 24″ O | Nordwohlde 29 | Durchmesser ca. 8 m und Höhe ca. 0,5 m. | 35589029 | BW   |
| 52° 55′ 14″ N, 8° 43′ 26″ O | Nordwohlde 30 | Durchmesser ca. 9 m und Höhe ca. 0,75 m. Nordrand abgegraben. Am Rand Stubben und Gehölzreste abgelagert.                                                        | 35589037 | BW   |
| 52° 55′ 14″ N, 8° 43′ 28″ O | Nordwohlde 31 | Durchmesser ca. 20 m und Höhe ca. 0,8 m. Von Südosten bis ins Zentrum abgegraben, im Osten von Stubbenwall überlagert.                                           | 35589045 | BW   |
| 52° 55′ 16″ N, 8° 43′ 23″ O | Nordwohlde 32 | Durchmesser ca. 12 m und Höhe ca. 0,4 m. In der Kuppe altes Kopfloch (Dm. 4 m, tief 0,3 m).                                                                      | 35589053 | BW   |
| 52° 55′ 15″ N, 8° 43′ 23″ O | Nordwohlde 34 | Durchmesser ca. 6 m und Höhe ca. 0,2 m. Im Gelände problemlos erkennbar.                                                                                         | 35589069 | BW   |
| 52° 55′ 16″ N, 8° 43′ 22″ O | Nordwohlde 38 | Durchmesser ca. 13 m und Höhe ca. 1,1 m. | 35589101 | BW   |
| 52° 55′ 17″ N, 8° 43′ 21″ O | Nordwohlde 39 | Durchmesser ca. 11 m und Höhe ca. 0,7 m. | 35582661 | BW   |
| 52° 55′ 17″ N, 8° 43′ 24″ O | Nordwohlde 40 | Durchmesser ca. 14 m und Höhe ca. 1 m. Im Osten durch Tierbauten gestört.                                                                                        | 35582669 | BW   |
| 52° 55′ 17″ N, 8° 43′ 23″ O | Nordwohlde 41 | Durchmesser ca. 10 m und Höhe ca. 0,7 m. In der Kuppe ein altes Kopfloch.                                                                                        | 35582677 | BW   |
| 52° 55′ 17″ N, 8° 43′ 22″ O | Nordwohlde 43 | Durchmesser ca. 7 m und Höhe ca. 0,2 m. Schlecht erhalten. Kopfloch (Dm. 1,6 m, 0,2 m tief).                                                                     | 35582693 | BW   |
| 52° 55′ 18″ N, 8° 43′ 21″ O | Nordwohlde 45 | Durchmesser ca. 10 m und Höhe ca. 0,4 m. | 35582709 | BW   |
| 52° 55′ 17″ N, 8° 43′ 21″ O | Nordwohlde 46 | Größe ca. 11 × 10 m und Höhe ca. 0,9 m. | 35582717 | BW   |
| 52° 55′ 17″ N, 8° 43′ 20″ O | Nordwohlde 47 | Durchmesser ca. 5 m und Höhe ca. 0,2 m. Im Gelände kaum noch erkennbar.                                                                                          | 35582725 | BW   |
| 52° 55′ 17″ N, 8° 43′ 20″ O | Nordwohlde 48 | Durchmesser ca. 11 m und Höhe ca. 0,5 m. Südlicher Hangfuß zu ca. 1/4 abgepflügt.                                                                                | 35582733 | BW   |
| 52° 55′ 17″ N, 8° 43′ 19″ O | Nordwohlde 49 | Durchmesser ca. 11 m und Höhe ca. 0,3 m. Stark verflacht. | 35582741 | BW   |
| 52° 55′ 17″ N, 8° 43′ 19″ O | Nordwohlde 51 | Durchmesser ca. 16 m und Höhe ca. 0,7 m. | 35582757 | BW   |
| 52° 55′ 18″ N, 8° 43′ 20″ O | Nordwohlde 52 | Durchmesser ca. 10 m und Höhe ca. 0,4 m. Am Ostfuß ein großer Tierbau.                                                                                           | 35582765 | BW   |
| 52° 55′ 18″ N, 8° 43′ 19″ O | Nordwohlde 53 | Durchmesser ca. 9 m und Höhe ca. 0,3 m. | 35582773 | BW   |
| 52° 55′ 18″ N, 8° 43′ 20″ O | Nordwohlde 54 | Durchmesser ca. 8 m und Höhe ca. 0,4 m. | 35582781 | BW   |
| 52° 55′ 16″ N, 8° 43′ 17″ O | Nordwohlde 55 | Durchmesser ca. 10 m und Höhe ca. 0,3 – 0,4 m. Bis 2017 vollständig erhalten. Danach bis auf den Sockel abgeschoben. Höhe des Resthügels bestenfalls noch 0,1 m. | 35582789 | BW   |

## Stühren
| Lage                        | Bezeichnung           | Beschreibung | ID       | Bild |
| --------------------------- | --------------------- | --- | -------- | ---- |
| 52° 54′ 25″ N, 8° 41′ 42″ O | Stühren 1, Grabhügel  | Durchmesser ca. 16 m und Höhe ca. 1,3 m. Gut erhalten bis auf kleine Abgrabung am südlichen Hangfuß.                                       | 35581892 | BW   |
| 52° 54′ 26″ N, 8° 41′ 43″ O | Stühren 2, Grabhügel  | Durchmesser ca. 14 m und Höhe ca. 0,9 m. Gut erhalten. Nördlicher Hangfuß von Waldweg geschnitten.                                         | 35581906 | BW   |
| 52° 54′ 23″ N, 8° 41′ 46″ O | Stühren 3, Grabhügel  | Durchmesser ca. 8 m und Höhe ca. 0,3 m. | 35581920 | BW   |
| 52° 54′ 22″ N, 8° 41′ 46″ O | Stühren 4, Grabhügel  | Durchmesser ca. 7 m und Höhe ca. 0,4 m. | 35581934 | BW   |
| 52° 54′ 22″ N, 8° 41′ 47″ O | Stühren 5, Grabhügel  | Durchmesser ca. 8 m und Höhe ca. 0,6 m. | 35581948 | BW   |
| 52° 54′ 21″ N, 8° 41′ 47″ O | Stühren 6, Grabhügel  | Durchmesser ca. 4,5 m und Höhe ca. 0,2 m.                                                                                                  | 35581962 | BW   |
| 52° 54′ 20″ N, 8° 41′ 48″ O | Stühren 7, Grabhügel  | Durchmesser ca. 13 m und Höhe ca. 1,2 m. Östliche Hälfte für Waldweg abgegraben, in der Kuppe ein altes Kopfloch.                          | 35581976 | BW   |
| 52° 54′ 19″ N, 8° 41′ 48″ O | Stühren 8, Grabhügel  | Durchmesser ca. 12 m und Höhe ca. 0,8 m. Östlichstes Fünftel für Waldweg eingeebnet.                                                       | 35581990 | BW   |
| 52° 54′ 20″ N, 8° 41′ 50″ O | Stühren 9, Grabhügel  | Durchmesser ca. 6 m und Höhe ca. 0,3 m. | 35582004 | BW   |
| 52° 54′ 19″ N, 8° 41′ 51″ O | Stühren 10, Grabhügel | Durchmesser ca. 14 m und Höhe ca. 0,8 m. Südliche Hälfte komplett abgegraben.                                                              | 35582018 | BW   |
| 52° 54′ 20″ N, 8° 41′ 52″ O | Stühren 11, Grabhügel | Durchmesser ca. 9 m und Höhe ca. 0,4 m. | 35582032 | BW   |
| 52° 54′ 20″ N, 8° 41′ 51″ O | Stühren 12, Grabhügel | Durchmesser ca. 11,5 m und Höhe ca. 0,9 m. Der in den 1970er Jahren aufgefüllte Kopfstich ist noch schwach erkennbar.                      | 35582046 | BW   |
| 52° 54′ 20″ N, 8° 41′ 49″ O | Stühren 13, Grabhügel | Durchmesser ca. 10 m und Höhe ca. 0,8 m.                                                                                                   | 35582060 | BW   |
| 52° 54′ 21″ N, 8° 41′ 49″ O | Stühren 14, Grabhügel | | 35582074 | BW   |
| 52° 54′ 21″ N, 8° 41′ 48″ O | Stühren 15, Grabhügel | Durchmesser ca. 8 m und Höhe ca. 0,4 m. | 35582088 | BW   |
| 52° 54′ 22″ N, 8° 41′ 48″ O | Stühren 16, Grabhügel | Durchmesser ca. 10 m und Höhe ca. 0,4 m. Westlicher Hangfuß von Waldweg überschnitten, von dem eine Fahrspur mittig nach O führt.          | 35582102 | BW   |
| 52° 54′ 22″ N, 8° 41′ 49″ O | Stühren 17, Grabhügel | Durchmesser ca. 12 m und Höhe ca. 0,7 m.                                                                                                   | 35582116 | BW   |
| 52° 54′ 22″ N, 8° 41′ 48″ O | Stühren 18, Grabhügel | Durchmesser ca. 12 m und Höhe ca. 0,5 m. An nordwestlicher Flanke eine Abgrabung.                                                          | 35582130 | BW   |
| 52° 54′ 23″ N, 8° 41′ 51″ O | Stühren 19, Grabhügel | Durchmesser ca. 6 m und Höhe ca. 0,2 m. Im Gelände kaum mehr erkennbar.                                                                    | 35588865 | BW   |
| 52° 54′ 36″ N, 8° 41′ 54″ O | Stühren 20, Grabhügel | Durchmesser ca. 24 m und Höhe ca. 2,4 m. Isoliert in Ackerflur gelegen. 1955 beim Sandabgraben eine eisenzeitliche bauchige Urne geborgen. | 35588879 | BW   |
| 52° 54′ 28″ N, 8° 41′ 57″ O | Stühren 25, Grabhügel | Durchmesser ca. 13 m und Höhe ca. 1 m. Gut erhalten (Bronzezeit/Ältere Eisenzeit). In der Kuppe einige alte Tierbauten.                    | 35582182 | BW   |

## Wedehorn
| Lage                       | Bezeichnung                | Beschreibung | ID       | Bild |
| -------------------------- | -------------------------- | --- | -------- | ---- |
| 52° 48′ 33″ N, 8° 43′ 5″ O | Wedehorn 3, Niederungsburg | Vermutlich handelt es sich um den Ansitz eines Ministerialen der Grafen von Bruchhausen. Schriftquellen zu Burg und Dienstmannen liegen nicht vor, allerdings werden 1213 Zehnte der Grafen von Bruchhausen in Klövenhausen erwähnt. | 49276616 | BW   |